# Associazione Sportiva Acireale 1975-1976
Questa pagina raccoglie le informazioni riguardanti l'Associazione Sportiva Acireale nelle competizioni ufficiali della stagione 1975-1976.

## Rosa
| N. |                   | Ruolo | Calciatore         |
| -- | ----------------- | ----- | ------------------ |
|    | Italia (bandiera) | C     | Roberto Manini     |
|    | Italia (bandiera) | A     | Raffaele Bella     |
|    | Italia (bandiera) | C     | Pasquale Fiore     |
|    | Italia (bandiera) | P     | Santo Giordano     |
|    | Italia (bandiera) | D     | Franco Gioanetto   |
|    | Italia (bandiera) | C     | Battista Missiroli |
|    | Italia (bandiera) | D     | Ernesto Gallo      |
|    | Italia (bandiera) | A     | Angiolino Stoppa   |
|    | Italia (bandiera) |       | Carmelo Tancredi   |
|    | Italia (bandiera) | C     | Mario Cannavò      |
|    | Italia (bandiera) | A     | Ermanno Cristin    |

| N. |                   | Ruolo | Calciatore           |
| -- | ----------------- | ----- | -------------------- |
|    | Italia (bandiera) |       | Vito Lampugnani      |
|    | Italia (bandiera) | A     | Salvatore Leotta     |
|    | Italia (bandiera) | A     | Federico Margiotta   |
|    | Italia (bandiera) | D     | Amedeo Ludovici      |
|    | Italia (bandiera) | C     | Costantino Recchioni |
|    | Italia (bandiera) | D     | Domenico Spilinga    |
|    | Italia (bandiera) | C     | Raimondo Alduina     |
|    | Italia (bandiera) | P     | Franco Gregorutti    |
|    | Italia (bandiera) | P     | Salvatore Tudisco    |
|    | Italia (bandiera) |       | Cuturi               |
|    | Italia (bandiera) | D     | Lorenzo Quaranta     |
|    | Italia (bandiera) | C     | Francesco Rispo      |

## Risultati

### Serie C 1975-1976 Girone C

#### Girone di andata
| Arbitro: | Bitocchi (Tivoli) |

|                |           |  |
| Florio Tivelli | Marcatori |  |

| Arbitro: | Sancini (Bologna) |

|            |           |                |
| Lampugnani | Marcatori | Bozzi Brunetti |

| Arbitro: | Zuffi (Ravenna) |

|               |           |                      |
| Villa Pantani | Marcatori | Lampugnani Margiotta |

| Arbitro: | Marino (Genova) |

|  |           |         |
|  | Marcatori | Hellies |

| 12 ottobre 1975 5ª giornata | Barletta       | 0 – 0 | Acireale | \| Arbitro: \| Pieroni (Jesi) \| |
| Arbitro:                    | Pieroni (Jesi) |       |          |                                  |

| Arbitro: | Sinini (Torino) |

|  |           |                 |
|  | Marcatori | Ferrari Banella |

| Arbitro: | Stillaci (Roma) |

|      |           |  |
| Izzo | Marcatori |  |

| Arbitro: | Cornegliani (Milano) |

|                 |           |  |
| Bella Recchioni | Marcatori |  |

| Arbitro: | Baldari (Roma) |

|                               |           |  |
| Lo Vecchio Marcolini Savastio | Marcatori |  |

| Arbitro: | Pozzano (Alessandria) |

|        |           |       |
| Stoppa | Marcatori | Loddi |

| Arbitro: | Chiri (Mantova) |

|           |           |  |
| Lacchetti | Marcatori |  |

| Arbitro: | Manfredini (Pavia) |

|       |           |        |
| Bella | Marcatori | Blasig |

| 7 dicembre 1975 13ª giornata | Nocerina            | 0 – 0 | Acireale | \| Arbitro: \| Materazzi (Firenze) \| |
| Arbitro:                     | Materazzi (Firenze) |       |          |                                       |

| Arbitro: | Morganti (Ascoli Piceno) |

|         |           |  |
| Messina | Marcatori |  |

| 21 dicembre 1975 15ª giornata | Acireale        | 0 – 0 | Benevento | \| Arbitro: \| Zuffi (Ravenna) \| |
| Arbitro:                      | Zuffi (Ravenna) |       |           |                                   |

| Arbitro: | Carrani (Cosenza) |

|                                  |           |                  |
| Vitulano 5’, 20’, 86’ Stevan 35’ | Marcatori | 44’ (rig.) Bella |

| 11 gennaio 1976 17ª giornata | Acireale         | 0 – 0 | Sorrento | \| Arbitro: \| Terpin (Trieste) \| |
| Arbitro:                     | Terpin (Trieste) |       |          |                                    |

| Arbitro: | Foschi (Forlì) |

|      |           |        |
| Enzo | Marcatori | Stoppa |

| 25 gennaio 1976 19ª giornata | Acireale          | 0 – 0 | Potenza | \| Arbitro: \| Mattei (Macerata) \| |
| Arbitro:                     | Mattei (Macerata) |       |         |                                     |

#### Girone di ritorno
| Arbitro: | Tondini (Milano) |

|       |           |          |
| Bella | Marcatori | Scarrone |

| Arbitro: | Manfredini (Pavia) |

|            |           |          |
| Mangiapane | Marcatori | Tancredi |

| 15 febbraio 1976 22ª giornata | Acireale        | 0 – 0 | Cosenza | \| Arbitro: \| Chiri (Mantova) \| |
| Arbitro:                      | Chiri (Mantova) |       |         |                                   |

| Arbitro: | Grillenzoni (Finale Emilia) |

|                      |           |  |
| De Carolis Jovenitti | Marcatori |  |

| Arbitro: | Gazzoni (Macerata) |

|        |           |  |
| Leotta | Marcatori |  |

| Arbitro: | Bandoni (Modena) |

|                  |           |  |
| Beccaria Ferrari | Marcatori |  |

| 21 marzo 1976 26ª giornata | Acireale          | 0 – 0 | Turris | \| Arbitro: \| Adaniu (Cagliari) \| |
| Arbitro:                   | Adaniu (Cagliari) |       |        |                                     |

| Arbitro: | Artico (Padova) |

|        |           |  |
| Giglio | Marcatori |  |

| [[Messina]] 11 aprile 1976 28ª giornata | Acireale              | 0 – 0 | Pro Vasto | \| Arbitro: \| Govenna (Alessandria) \| |
| Arbitro:                                | Govenna (Alessandria) |       |           |                                         |

| Arbitro: | Tani (Livorno) |

|       |           |  |
| Loddi | Marcatori |  |

| Arbitro: | Redini (Pisa) |

|       |           |  |
| Gallo | Marcatori |  |

| Arbitro: | Ponzano (Alessandria) |

|                                  |           |       |
| Medeot Gioanetto aut’ Fiore aut’ | Marcatori | Bella |

| Arbitro: | Bei (Roma) |

|                   |           |                  |
| Lampugnani Manini | Marcatori | Lupini Chiancone |

| Arbitro: | Patrussi (Arezzo) |

|                |           |  |
| Scigliano aut’ | Marcatori |  |

| Arbitro: | Celli (Trieste) |

|       |           |          |
| Penzo | Marcatori | Tancredi |

| Arbitro: | Pieroni (Jesi) |

|  |           |            |
|  | Marcatori | 57’ Capone |

| Arbitro: | Vitali (Bologna) |

|        |           |        |
| Scarpa | Marcatori | Manini |

| Arbitro: | Moterani (Firenze) |

|               |           |                |
| Leotta Manini | Marcatori | Enzo aut’Gallo |

| Arbitro: | Tani (Livorno) |

|                             |           |  |
| Terrana Latorraca Bracchini | Marcatori |  |

### Coppa Italia Semiprofessionisti

#### Girone eliminatorio 31
| Arbitro: | Zumbo (Reggio Calabria) |

|        |           |  |
| Manini | Marcatori |  |

| 27 agosto 1975 2ª giornata | Acireale                   | 0 – 0 | Siracusa | \| Arbitro: \| Saporito (Torre del Greco) \| |
| Arbitro:                   | Saporito (Torre del Greco) |       |          |                                              |

| Arbitro: | Madonna (Siciliano) |

|       |           |         |
| Greco | Marcatori | Alduina |

| Arbitro: | Baldari (Roma) |

|                            |           |                 |
| Molinari Crippa Mangiapane | Marcatori | Stoppa Ludovici |

| Squadra  | P.ti | G |                                 |
| -------- | ---- | - | ------------------------------- |
| Siracusa | 5    | 4 | Qualificata al turno successivo |
| Ragusa   | 4    | 4 |                                 |
| Acireale | 3    | 4 |                                 |